# Campionati del mondo di ciclocross 2006

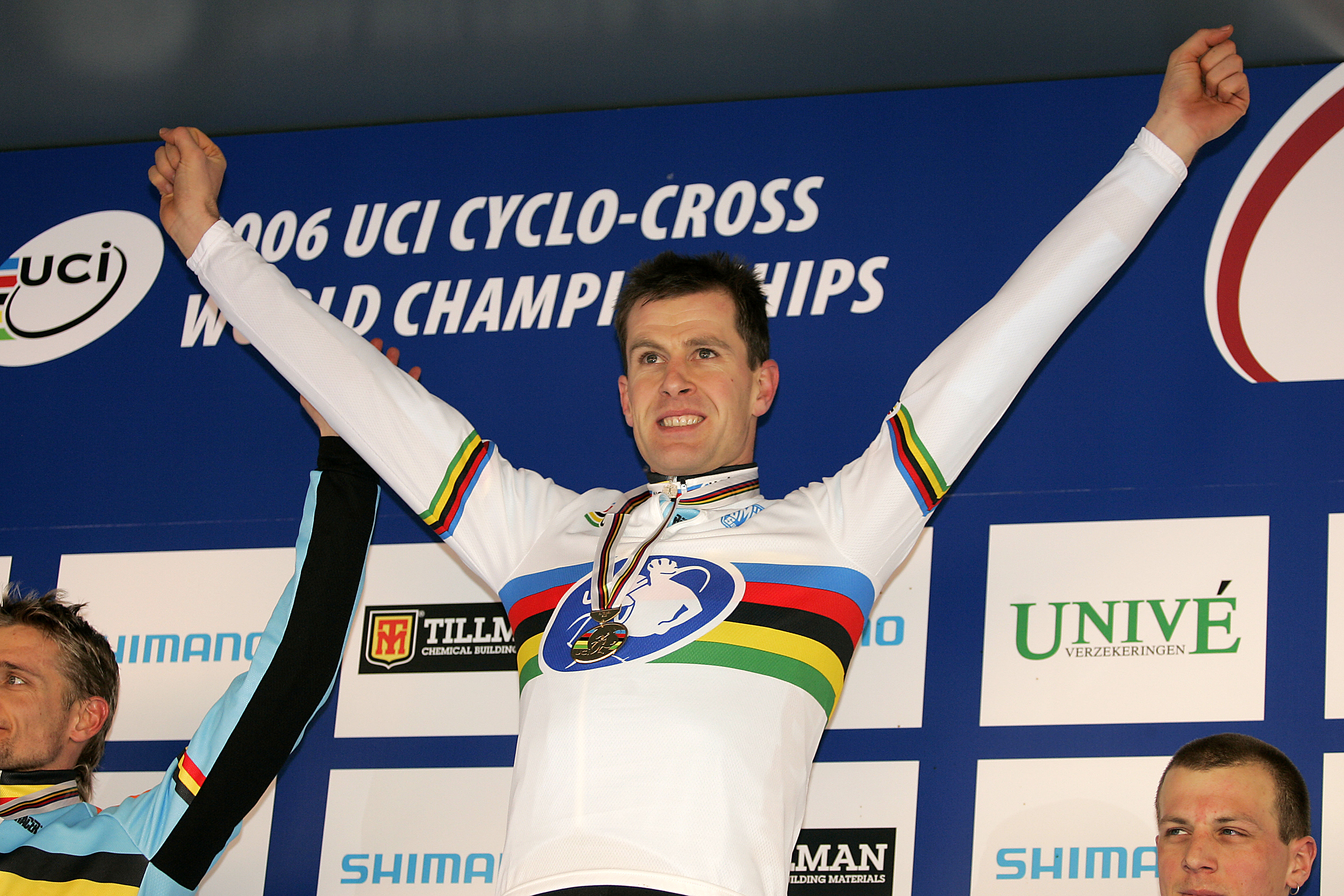
Erwin Vervecken premiato per la vittoria nella gara Elite

I Campionati del mondo di ciclocross 2006 (en.: 2006 UCI Cyclo-cross World Championships) si svolsero a Zeddam, nei Paesi Bassi, il 28 e il 29 gennaio.

## Eventi
Sabato 28 gennaio
- Uomini Junior
- Uomini Under-23

Domenica 29 gennaio
- Donne
- Uomini Elite

## Medagliere
| Pos.   | Nazione     | Oro | Argento | Bronzo | Totale |
| ------ | ----------- | --- | ------- | ------ | ------ |
| 1      | Paesi Bassi | 2   | 1       | 1      | 4      |
| 2      | Belgio      | 1   | 1       | 2      | 4      |
| 3      | Rep. Ceca   | 1   | 0       | 0      | 1      |
| 4      | Slovacchia  | 0   | 1       | 0      | 1      |
| 4      | Germania    | 0   | 1       | 0      | 1      |
| 6      | Francia     | 0   | 0       | 1      | 1      |
| Totale | Totale      | 4   | 4       | 4      | 12     |

## Podi
| Eventi            | Oro                        | Tempo    | Argento                    | Tempo | Bronzo                           | Tempo |
| Gare maschili     |                            |          |                            |       |                                  |       |
| Elite dettagli    | Erwin Vervecken Belgio     | 1h05'40" | Bart Wellens Belgio        | a 2"  | Francis Mourey Francia           | s.t.  |
| Under-23 dettagli | Zdeněk Štybar Rep. Ceca    | 51'01"   | Lars Boom Paesi Bassi      | s.t.  | Niels Albert Belgio              | a 2"  |
| Junior dettagli   | Boy van Poppel Paesi Bassi | 38'03"   | Robert Gavenda Slovacchia  | a 3"  | Tom Meeusen Belgio               | a 9"  |
| Gara femminile    |                            |          |                            |       |                                  |       |
| Elite dettagli    | Marianne Vos Paesi Bassi   | 39'14"   | Hanka Kupfernagel Germania | s.t.  | Daphny van den Brand Paesi Bassi | a 52" |